# Mário Vianna
Pour les articles homonymes, voir Vianna.
Mário Gonçalves Vianna, né le 6 septembre 1902 et mort le 16 octobre 1989, était un arbitre brésilien de football. Il fut arbitre international de 1951 à 1954.  

## Carrière
Il a officié dans des compétitions majeures : 
- Copa América 1945 (5 matchs)
- Copa América 1946 (4 matchs)
- Coupe du monde de football de 1950 (1 match)
- Copa América 1953 (2 matchs)
- Coupe du monde de football de 1954 (1 match)